# Psaume 69 (68)

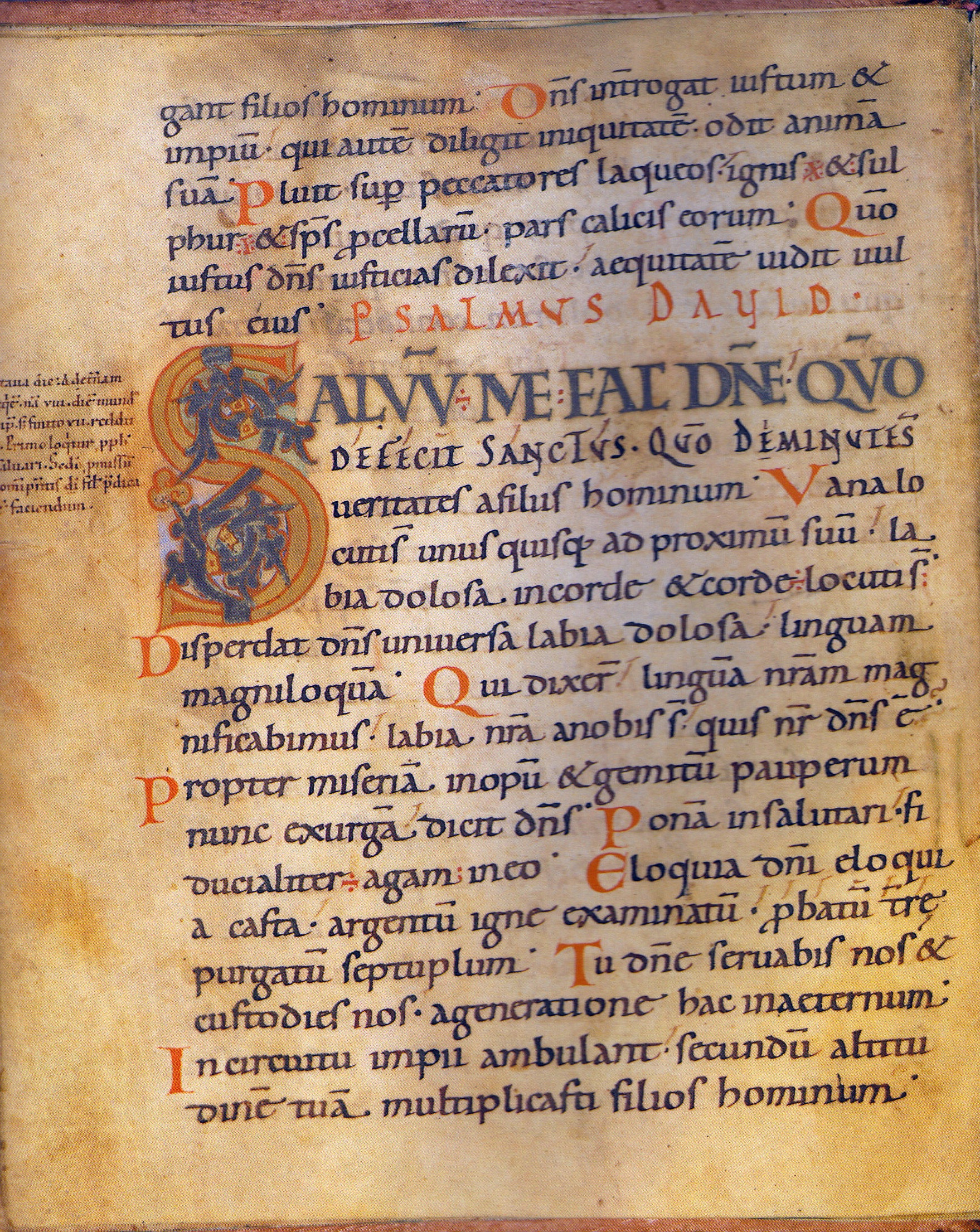
Psaume 69 dans le psautier dit de Bernward de Hildesheim.

Le psaume 69 (68 selon la numérotation grecque) est la prière du psalmiste persécuté pour la foi ardente qu'il manifeste à Dieu.

## Texte
N.B. S’il y a conflit de numérotation des versets entre l’hébreu et le latin, c’est l’original hébreu qui prévaut et la traduction française le suit ; en revanche, le latin ne se plie pas à la numérotation affichée : les numéros de versets s'appliquent au texte latin, mais la traduction est décalée par endroits.
| verset | original hébreu                                                           | traduction française de Louis Segond | Vulgate latine |
| ------ | ------------------------------------------------------------------------- | --- | --- |
| 1      | לַמְנַצֵּחַ עַל-שׁוֹשַׁנִּים לְדָוִד                                                      | [Au chef des chantres. Sur les lis. De David.] | [in finem pro his qui commutabuntur David] |
| 2      | הוֹשִׁיעֵנִי אֱלֹהִים-- כִּי בָאוּ מַיִם עַד-נָפֶשׁ                                         | Sauve-moi, ô Dieu ! Car les eaux menacent ma vie. | salvum me fac Deus quoniam intraverunt aquae usque ad animam meam |
| 3      | טָבַעְתִּי, בִּיוֵן מְצוּלָה-- וְאֵין מָעֳמָד;בָּאתִי בְמַעֲמַקֵּי-מַיִם, וְשִׁבֹּלֶת שְׁטָפָתְנִי               | J’enfonce dans la boue, sans pouvoir me tenir ; je suis tombé dans un gouffre, et les eaux m’inondent. | infixus sum in limum profundi et non est substantia veni in altitudines maris et tempestas demersit me                                                                      |
| 4      | יָגַעְתִּי בְקָרְאִי, נִחַר גְּרוֹנִי: כָּלוּ עֵינַי--מְיַחֵל, לֵאלֹהָי                             | Je m’épuise à crier, mon gosier se dessèche, mes yeux se consument, tandis que je regarde vers mon Dieu. | laboravi clamans raucae factae sunt fauces meae defecerunt oculi mei dum spero in Deum meum                                                                                 |
| 5      | רַבּוּ, מִשַּׂעֲרוֹת רֹאשִׁי-- שֹׂנְאַי חִנָּם:עָצְמוּ מַצְמִיתַי, אֹיְבַי שֶׁקֶר-- אֲשֶׁר לֹא-גָזַלְתִּי, אָז אָשִׁיב | Ils sont plus nombreux que les cheveux de ma tête, ceux qui me haïssent sans cause ; ils sont puissants, ceux qui veulent me perdre, qui sont à tort mes ennemis. Ce que je n’ai pas dérobé, il faut que je le restitue. | multiplicati sunt super capillos capitis mei qui oderunt me gratis confortati sunt qui persecuti sunt me inimici mei iniuste quae non rapui tunc exsolvebam                 |
| 6      | אֱלֹהִים--אַתָּה יָדַעְתָּ, לְאִוַּלְתִּי; וְאַשְׁמוֹתַי, מִמְּךָ לֹא-נִכְחָדוּ                            | Ô Dieu ! tu connais ma folie, et mes fautes ne te sont point cachées. | Deus tu scis insipientiam meam et delicta mea a te non sunt abscondita |
| 7      | אַל-יֵבֹשׁוּ בִי, קֹוֶיךָ-- אֲדֹנָי יְהוִה, צְבָאוֹת:אַל-יִכָּלְמוּ בִי מְבַקְשֶׁיךָ-- אֱלֹהֵי, יִשְׂרָאֵל      | Que ceux qui espèrent en toi ne soient pas confus à cause de moi, Seigneur, Éternel des armées ! Que ceux qui te cherchent ne soient pas dans la honte à cause de moi, Dieu d’Israël !                                   | non erubescant in me qui expectant te Domine Domine virtutum non confundantur super me qui quaerunt te Deus Israhel                                                         |
| 8      | כִּי-עָלֶיךָ, נָשָׂאתִי חֶרְפָּה; כִּסְּתָה כְלִמָּה פָנָי                                        | Car c’est pour toi que je porte l’opprobre, que la honte couvre mon visage ; | quoniam propter te sustinui obprobrium operuit confusio faciem meam |
| 9      | מוּזָר, הָיִיתִי לְאֶחָי; וְנָכְרִי, לִבְנֵי אִמִּי                                         | je suis devenu un étranger pour mes frères, un inconnu pour les fils de ma mère. | extraneus factus sum fratribus meis et peregrinus filiis matris meae |
| 10     | כִּי-קִנְאַת בֵּיתְךָ אֲכָלָתְנִי; וְחֶרְפּוֹת חוֹרְפֶיךָ, נָפְלוּ עָלָ                               | Car le zèle de ta maison me dévore, et les outrages de ceux qui t’insultent tombent sur moi. | quoniam zelus domus tuae comedit me et obprobria exprobrantium tibi ceciderunt super me                                                                                     |
| 11     | וָאֶבְכֶּה בַצּוֹם נַפְשִׁי; וַתְּהִי לַחֲרָפוֹת לִי                                           | Je verse des larmes et je jeûne, et c’est ce qui m’attire l’opprobre ; | et operui in ieiunio animam meam et factum est in obprobrium mihi |
| 12     | וָאֶתְּנָה לְבוּשִׁי שָׂק; וָאֱהִי לָהֶם לְמָשָׁל                                             | je prends un sac pour vêtement, et je suis l’objet de leurs sarcasmes. | et posui vestimentum meum cilicium et factus sum illis in parabolam |
| 13     | יָשִׂיחוּ בִי, יֹשְׁבֵי שָׁעַר; וּנְגִינוֹת, שׁוֹתֵי שֵׁכָר                                     | Ceux qui sont assis à la porte parlent de moi, et les buveurs de liqueurs fortes me mettent en chansons. | adversum me exercebantur qui sedebant in porta et in me psallebant qui bibebant vinum                                                                                       |
| 14     | וַאֲנִי תְפִלָּתִי-לְךָ יְהוָה, עֵת רָצוֹן-- אֱלֹהִים בְּרָב-חַסְדֶּךָ;עֲנֵנִי, בֶּאֱמֶת יִשְׁעֶךָ              | Mais je t’adresse ma prière, ô Éternel ! Que ce soit le temps favorable, ô Dieu, par ta grande bonté ! Réponds-moi, en m’assurant ton secours !                                                                          | ego vero orationem meam ad te Domine tempus beneplaciti Deus in multitudine misericordiae tuae exaudi me in veritate salutis tuae                                           |
| 15     | הַצִּילֵנִי מִטִּיט, וְאַל-אֶטְבָּעָה; אִנָּצְלָה מִשֹּׂנְאַי, וּמִמַּעֲמַקֵּי מָיִם                          | Retire-moi de la boue, et que je n’enfonce plus ! Que je sois délivré de mes ennemis et du gouffre ! | eripe me de luto ut non infigar liberer ab his qui oderunt me et de profundis aquarum                                                                                       |
| 16     | אַל-תִּשְׁטְפֵנִי, שִׁבֹּלֶת מַיִם-- וְאַל-תִּבְלָעֵנִי מְצוּלָה;וְאַל-תֶּאְטַר-עָלַי בְּאֵר פִּיהָ               | Que les flots ne m’inondent plus, que l’abîme ne m’engloutisse pas, et que la fosse ne se ferme pas sur moi ! | non me demergat tempestas aquae neque absorbeat me profundum neque urgeat super me puteus os suum                                                                           |
| 17     | עֲנֵנִי יְהוָה, כִּי-טוֹב חַסְדֶּךָ; כְּרֹב רַחֲמֶיךָ, פְּנֵה אֵלָי                                | Exauce-moi, Éternel ! car ta bonté est immense. Dans tes grandes compassions, tourne vers moi les regards, | exaudi me Domine quoniam benigna est misericordia tua secundum multitudinem miserationum tuarum respice me                                                                  |
| 18     | וְאַל-תַּסְתֵּר פָּנֶיךָ, מֵעַבְדֶּךָ: כִּי-צַר-לִי, מַהֵר עֲנֵנִי                                  | et ne cache pas ta face à ton serviteur ! Puisque je suis dans la détresse, hâte-toi de m’exaucer ! | et ne avertas faciem tuam a puero tuo quoniam tribulor velociter exaudi me                                                                                                  |
| 19     | קָרְבָה אֶל-נַפְשִׁי גְאָלָהּ; לְמַעַן אֹיְבַי פְּדֵנִי                                         | Approche-toi de mon âme, délivre-la ! Sauve-moi, à cause de mes ennemis ! | intende animae meae et libera eam propter inimicos meos eripe me |
| 20     | אַתָּה יָדַעְתָּ--חֶרְפָּתִי וּבָשְׁתִּי, וּכְלִמָּתִי; נֶגְדְּךָ, כָּל-צוֹרְרָי                             | Tu connais mon opprobre, ma honte, mon ignominie ; tous mes adversaires sont devant toi. | tu scis inproperium meum et confusionem et reverentiam meam |
| 21     | חֶרְפָּה, שָׁבְרָה לִבִּי-- וָאָנוּשָׁה:וָאֲקַוֶּה לָנוּד וָאַיִן; וְלַמְנַחֲמִים, וְלֹא מָצָאתִי              | L’opprobre me brise le cœur, et je suis malade ; j’attends de la pitié, mais en vain, des consolateurs, et je n’en trouve aucun.                                                                                         | in conspectu tuo sunt omnes qui tribulant me inproperium expectavit cor meum et miseriam et sustinui qui simul contristaretur et non fuit et qui consolaretur et non inveni |
| 22     | וַיִּתְּנוּ בְּבָרוּתִי רֹאשׁ; וְלִצְמָאִי, יַשְׁקוּנִי חֹמֶץ                                      | Ils mettent du fiel dans ma nourriture, et, pour apaiser ma soif, ils m’abreuvent de vinaigre. | et dederunt in escam meam fel et in siti mea potaverunt me aceto |
| 23     | יְהִי-שֻׁלְחָנָם לִפְנֵיהֶם לְפָח; וְלִשְׁלוֹמִים לְמוֹקֵשׁ                                      | Que leur table soit pour eux un piège, et un filet au sein de leur sécurité ! | fiat mensa eorum coram ipsis in laqueum et in retributiones et in scandalum                                                                                                 |
| 24     | תֶּחְשַׁכְנָה עֵינֵיהֶם, מֵרְאוֹת; וּמָתְנֵיהֶם, תָּמִיד הַמְעַד                                  | Que leurs yeux s’obscurcissent et ne voient plus, et fais continuellement chanceler leurs reins ! | obscurentur oculi eorum ne videant et dorsum eorum semper incurva |
| 25     | שְׁפָךְ-עֲלֵיהֶם זַעְמֶךָ; וַחֲרוֹן אַפְּךָ, יַשִּׂיגֵם                                          | Répands sur eux ta colère, et que ton ardente fureur les atteigne ! | effunde super eos iram tuam et furor irae tuae conprehendat eos |
| 26     | תְּהִי-טִירָתָם נְשַׁמָּה; בְּאָהֳלֵיהֶם, אַל-יְהִי יֹשֵׁב                                       | Que leur demeure soit dévastée, qu’il n’y ait plus d’habitants dans leurs tentes ! | fiat habitatio eorum deserta et in tabernaculis eorum non sit qui inhabitet                                                                                                 |
| 27     | כִּי-אַתָּה אֲשֶׁר-הִכִּיתָ רָדָפוּ; וְאֶל-מַכְאוֹב חֲלָלֶיךָ יְסַפֵּרוּ                               | Car ils persécutent celui que tu frappes, ils racontent les souffrances de ceux que tu blesses. | quoniam quem tu percussisti persecuti sunt et super dolorem vulnerum meorum addiderunt                                                                                      |
| 28     | תְּנָה-עָו‍ֹן, עַל-עֲו‍ֹנָם; וְאַל-יָבֹאוּ, בְּצִדְקָתֶךָ                                        | Ajoute des iniquités à leurs iniquités, et qu’ils n’aient point part à ta miséricorde ! | adpone iniquitatem super iniquitatem eorum et non intrent in iustitia tua                                                                                                   |
| 29     | יִמָּחוּ, מִסֵּפֶר חַיִּים; וְעִם צַדִּיקִים, אַל-יִכָּתֵבוּ                                     | Qu’ils soient effacés du livre de vie, et qu’ils ne soient point inscrits avec les justes ! | deleantur de libro viventium et cum iustis non scribantur |
| 30     | וַאֲנִי, עָנִי וְכוֹאֵב; יְשׁוּעָתְךָ אֱלֹהִים תְּשַׂגְּבֵנִי                                      | Moi, je suis malheureux et souffrant : Ô Dieu, que ton secours me relève ! | ego sum pauper et dolens salus tua Deus suscepit me |
| 31     | אֲהַלְלָה שֵׁם-אֱלֹהִים בְּשִׁיר; וַאֲגַדְּלֶנּוּ בְתוֹדָה                                        | Je célébrerai le nom de Dieu par des cantiques, je l’exalterai par des louanges. | laudabo nomen Dei cum cantico magnificabo eum in laude |
| 32     | וְתִיטַב לַיהוָה, מִשּׁוֹר פָּר; מַקְרִן מַפְרִיס                                          | Cela est agréable à l’Éternel, plus qu’un taureau avec des cornes et des sabots. | et placebit Deo super vitulum novellum cornua producentem et ungulas |
| 33     | רָאוּ עֲנָוִים יִשְׂמָחוּ; דֹּרְשֵׁי אֱלֹהִים, וִיחִי לְבַבְכֶם                                   | Les malheureux le voient et se réjouissent ; vous qui cherchez Dieu, que votre cœur vive ! | videant pauperes et laetentur quaerite Deum et vivet anima vestra |
| 34     | כִּי-שֹׁמֵעַ אֶל-אֶבְיוֹנִים יְהוָה; וְאֶת-אֲסִירָיו, לֹא בָזָה                                | Car l’Éternel écoute les pauvres, et il ne méprise point ses captifs. | quoniam exaudivit pauperes Dominus et vinctos suos non despexit |
| 35     | יְהַלְלוּהוּ, שָׁמַיִם וָאָרֶץ; יַמִּים, וְכָל-רֹמֵשׂ בָּם                                      | Que les cieux et la terre le célèbrent, les mers et tout ce qui s’y meut ! | laudent illum caeli et terra mare et omnia reptilia in eis |
| 36     | כִּי אֱלֹהִים, יוֹשִׁיעַ צִיּוֹן, וְיִבְנֶה, עָרֵי יְהוּדָה; וְיָשְׁבוּ שָׁם, וִירֵשׁוּהָ                  | Car Dieu sauvera Sion, et bâtira les villes de Juda ; on s’y établira, et l’on en prendra possession ; | quoniam Deus salvam faciet Sion et aedificabuntur civitates Iudaeae et inhabitabunt ibi et hereditate adquirent eam                                                         |
| 37     | וְזֶרַע עֲבָדָיו, יִנְחָלוּהָ; וְאֹהֲבֵי שְׁמוֹ, יִשְׁכְּנוּ-בָהּ                                   | la postérité de ses serviteurs en fera son héritage, et ceux qui aiment son nom y auront leur demeure. | et semen servorum eius possidebunt eam et qui diligunt nomen eius habitabunt in ea                                                                                          |

## Structure et thème du psaume
Le psalmiste prie le Seigneur de le relever des malheurs où l'ont plongé la foi ardente qu'il manifeste : il décrit le malheur dans lequel il se trouve (v. 2 à 4). C'est les jaloux et les moqueurs sont innombrables (v. 5) qui se moquent des manifestations de son amour de Dieu (v. 6 à 13). Il demande que Dieu de le tirer de sa peine et de punir les ennemis de la foi (v. 14 à 29). Le psaume se termine par une vibrante louange à Dieu (v. 30 à 37).

## Usages liturgiques

### Dans le judaïsme
- le verset 7 se trouve dans la reprise de la Moussaf Amidah lors de Roch Hachana ;
- les versets 14 et 32 sont dits lors de la bénédiction qui précède le Chema Israël lors du second jour de Roch Hachana.

### Dans le rite byzantin
Le psaume est lu lors de l'Apodeipnon.